# Вараз-Бакур III
Вараз-Бакур III (груз. ვარაზ-ბაკურ II, лат. Aspacures) — царь Иберии, с около 380 года по 394 год, из династии Хосроидов, сын и преемник Митридата III.
Грузинские летописи приписывают ему строительство церкви Цилкани.

## История
Старший сын Митридата III, он крестился приблизительно в 370-х годах, и в 380 году после смерти отца стал новым царём. Начал политику христианизации и возобновление влияния православной церкви в Восточной Иберии, способствуя возведению храмов. В то же время, пытался маневрировать между Римской империей и Сасанидами, не вмешиваясь в войны между ними. Впрочем, в 387 году по Ацилисенскому соглашению Рим отказался от влияния над Восточной Иберией. В свою очередь возросло давление со стороны Персии (Ирана), поэтому царь был вынужден объявить зороастризм равноценной верой наравне с христианством. В летописи добавляется, что Вараз-Бакур III — человек без веры и враг религии: «Нигде он церкви не построил, зданий никаких не умножил и во всем ведёт себя нечестиво».

## Потомки
Во внутренней политике он наладил отношения с линией Ревы II, женившись на его внучке — дочери Трдата. Его сыновьями от неё были Трдат и Мирдат IV.
Также, согласно хроникам, Вараз-Бакур отвернулся от добродетели и взял вторую жену, дочь Бакура, князя Гогарены, сына Фируза, которая родила ему Фарсмана IV. Когда он умер, его сыновья были ещё слишком молоды, ему наследовал отчим Трдат.
Хроника также считает его отцом Пётра Ивера, хотя предполагаемая дата рождения последнего (около 400 года) не совместима с датой смерти Вараз-Бакура.